# Spišské Podhradie
Spišské Podhradie (în germană Kirchdrauf, în maghiară Szepesváralja) este un oraș din regiunea istorică Spiš (fostul comitat Szepes sau Zips din Ungaria de Sus, Regatul Ungariei), regiunea Prešov, districtul Levoča, nord-estul Slovaciei cu 3.731 locuitori. Este o localitate istorică importantă a țipțerilor, un grup etnic german constitutiv al germanilor carpatini din Slovacia.

## Monumente
Localitatea este înscrisă în itinerariul european Transromanica, de punere în valoare a arhitecturii romanice.

## Demografie
| An:                | 1994 | 2004   | 2014   | 2024   |
| ------------------ | ---- | ------ | ------ | ------ |
| Număr de persoane: | 3665 | 3872   | 4035   | 3730   |
| Diferență:         |      | +5,64% | +4,20% | −7,55% |

| An:                | 2023 | 2024   |
| ------------------ | ---- | ------ |
| Număr de persoane: | 3754 | 3730   |
| Diferență:         |      | −0,63% |